# Nicole Henriot-Schweitzer
Pour les articles homonymes, voir Henriot et Schweitzer.

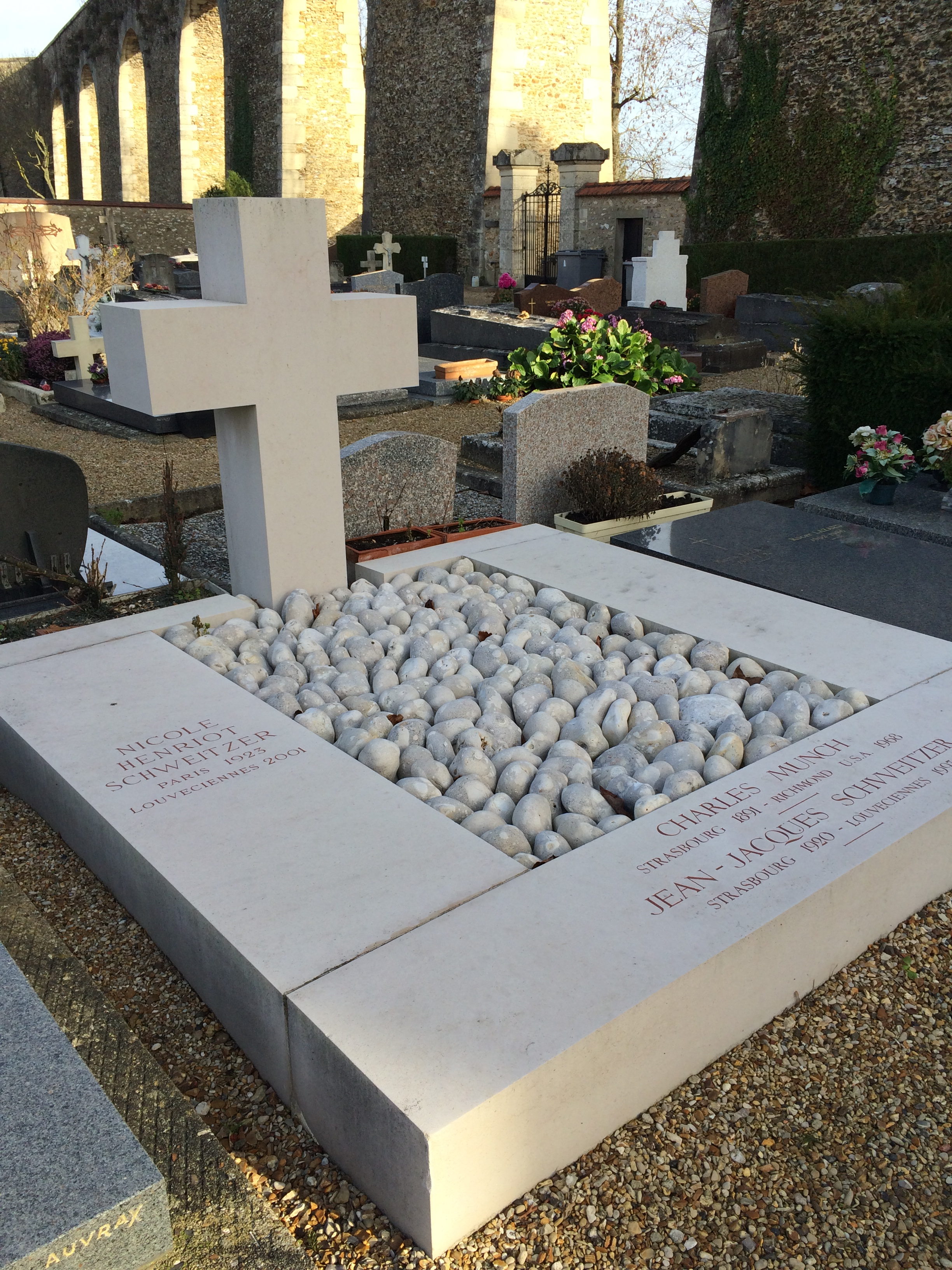
Tombe de Nicole Henriot-Schweitzer au cimetière de Louveciennes (78).

Nicole Henriot-Schweitzer, née le 25 novembre 1923 à Paris et morte le 2 février 2001 à Louveciennes, est une pianiste française.

## Biographie
Marie Marguerite Nicole Henriot est née le 25 novembre 1923 à Paris. Son père est Paul Louis Émile Henriot (1882-1962) et sa mère Françoise Riché (1889-1984). Les chefs d’orchestre Fritz et Charles Münch sont ses oncles par alliance.
Elle étudie la musique au Conservatoire national supérieur de musique et de danse de Paris dans la classe de Marguerite Long. Elle obtient son premier prix de piano en 1938, à l'âge de 13 ans. En 1939, elle remporte le troisième prix dans le concours Gabriel Fauré à Luxembourg (après Georges Farago et Ginette Doyen), et commence sa carrière après la Seconde Guerre mondiale. Dans la biographie de Charles Münch écrite par D. Kern Holoman on apprend que la jeune pianiste a été torturée par la Gestapo. On lui a cassé la main gauche.
Elle se marie en 1958 au vice-amiral d’escadre Jean-Jacques Schweitzer (1920-1993). Cet ancien major général de la marine est également un des neveux du pasteur Albert Schweitzer et l’oncle du haut fonctionnaire Louis Schweitzer ; par sa mère, Emma Münch, il est le neveu du chef d'orchestre Charles Münch. L'année suivante, elle a un fils nommé Jean-Philippe Schweitzer.
À partir de 1970, Nicole Henriot-Schweitzer devient professeur de piano aux conservatoires de Liège puis de Bruxelles.
Elle repose au cimetière de Louveciennes (partie ancienne), dans la même tombe que Charles Münch.

### Carrière
Elle mène de nombreuses tournées hors de France.
Le Boston Symphony Orchestra dirigé par son oncle Charles Münch la choisit très souvent comme interprète. Elle devient soliste de l'Orchestre de Paris lorsque le même Charles Münch forme cet orchestre en 1967.
La création la plus célèbre de Nicole Henriot-Schweitzer est la Suite concertante de Darius Milhaud en 1953.